# Шахнов, Вадим Анатольевич
Вади́м Анато́льевич Шахно́в (род. 29 января 1941) — российский учёный, доктор технических наук (1993), профессор, заслуженный деятель науки Российской Федерации (2005), член-корреспондент РАН (2008). Лауреат Государственной премии СССР, премии Совета Министров СССР, премий Правительства РФ, заведующий кафедрой «Проектирование и технология производства электронной аппаратуры» МГТУ имени Н. Э. Баумана.

## Биография
Вадим Анатольевич Шахнов родился 29 января 1941 года в Москве. Началась война, мама Вадима Анатольевича оставляет учёбу, и они переезжают к её сестре в город Фрунзе (Киргизская ССР). Здесь Вадим Анатольевич пошёл в школу, отлично учился. После окончания второго класса семья переезжает в город Кушку (Туркменская ССР), где они прожили семь лет. В школе были прекрасные учителя математики и физики, которые привили любовь к этим предметам. Десятый класс Вадим Анатольевич заканчивает в городе Мары (Туркменская ССР) с двумя четвёрками в аттестате: по литературе и химии.
Переехав в г. Фрунзе, Вадим Анатольевич работает фрезеровщиком на инструментальном заводе им. В. И. Ленина, много занимается на подготовительных курсах Фрунзенского политеха и в 1959 г., сдав экзамены на все пятёрки, поступает во Фрунзенский политехнический институт (г. Фрунзе, Киргизская ССР). В вузовской учёбе тогда было нововведение: учились вечером, а днём работали на производстве, осваивая будущие специальности.
В Политехе высшую математику преподавал педагог Д. Джунушев. Он преподносил сложный материал настолько просто и доходчиво, что почти все его студенты сдавали экзамены с первого захода. В Вадиме Анатольевиче он сразу отметил способность к математике, давал дополнительные задания и впоследствии привлекал к приёму экзаменов у вечерников.
После успешного окончания второго курса и работы фрезеровщиком на заводе им. В. И. Ленина Вадим Анатольевич приезжает в Москву, подаёт документы в Физтех, МЭИ и МВТУ им. Н. Э. Баумана, и так складывается его дальнейшая судьба, что он становится студентом последнего. В 1961 году он становится студентом кафедры «Вычислительные машины» (П6) МВТУ им. Н. Э. Баумана, руководимой профессором Анисимовым Б. В..
Учёба в МВТУ в те времена была настоящей школой жизни. Лекции читали профессионалы своего дела, практики: проф. Н. Н. Малинин, доц. А. Я. Савельев, доц. В. Н. Голубкин, проф. Б. В. Анисимов, проф. А. Н. Малов и другие. Все они проводили занятия с большим профессионализмом и внимательно относились к студентам. С большой теплотой вспоминал Вадим Анатольевич в дальнейшем заместителя декана, доц. Н. И. Фадеева, который в тяжёлые годы помогал ему, устраивал на подработку на разные кафедры.
Во время учёбы Вадим Анатольевич активно занимался спортом, участвовал в межинститутской спартакиаде по лёгкой атлетике, занимался альпинизмом (покорил пик Электра на Памире, 4050 м.). Принимал участие в работе студенческого театра, даже принял участие в съёмках фильма «Война и мир».
На последнем курсе, когда встал вопрос о преддипломной практике, зав. кафедрой, проф. Б. В. Анисимов помог Вадиму Анатольевичу устроиться в Зеленоград к проф. Д. И. Юдицкому и проф. И. Я. Акушскому. Сразу окунувшись в работу, Вадим Анатольевич принял участие в разработке основ архитектуры ЭВМ, работающих в остаточных классах. Практика оказалась крайне полезной: в июне 1966 года Вадим Анатольевич первым в МВТУ представил на защиту дипломный проект, в котором подробно рассматривалась технология и применение микросхем типа «Тропа». Дипломный проект был защищён на отлично, и Вадим Анатольевич заканчивает МВТУ с красным дипломом.
В сентябре 1966 году, закончив МВТУ им. Н. Э. Баумана и получив диплом инженера по специальности «Математические и счётно-решающие приборы и устройства», Шахнов В. А. приступает к работе в Зеленоградском НПО «Научный центр», где начал заниматься исследованиями быстропротекающих процессов в тонких магнитных плёнках и проблемами разработки быстродействующих запоминающих устройств ЭВМ.
В этом же году он поступил в заочную аспирантуру Московского института электронной техники (МИЭТ), обучение в которой завершил в 1970 г. защитой кандидатской диссертации под руководством замечательного учёного и педагога, доктора технических наук, профессора Преснухина Л. Н. Начиная с этого времени Вадим Анатольевич работает по совместительству в МИЭТ, где преподаёт курс «Конструирование ЭВМ и систем».
С 1970 г. Шахнов В. А. участвует в разработках мини- и микро-ЭВМ, микропроцессоров и микропроцессорных средств вычислительной техники в Специализированном вычислительном центре (СВЦ), руководимом доктором технических наук, профессором Юдицким Д. И. В это время в СВЦ была создана первая в стране миниЭВМ, были разработаны первые в мире 16-разрядные КМОП — микропроцессоры с оригинальной архитектурой и микро ЭВМ на их основе. Итоги исследований этих лет нашли отражение в книге, подготовленной совместно с Л. Н. Преснухиным — «Конструирование ЭВМ и систем», которая на много лет стала настольной книгой инженеров-разработчиков вычислительных систем.
С 1976 г. Шахнов В. А. руководит работой отраслевого отдела микропроцессоров и микропроцессорных средств вычислительной техники Минэлектронпрома СССР, координируя работы всех предприятий отрасли в этом важнейшем направлении развития науки и технологии. Основные направления научных исследований в то время были связаны с созданием и развитием функционально и технологически сложных больших интегральных схем и средств вычислительной техники на их основе, внедрением этих схем и средств в серийного производство. На основе анализа уровня развития отечественных предприятий были сформулированы комплексные межотраслевые программы создания и применения микропроцессоров и микро-ЭВМ. В их основу заложены системные принципы и экономические целесообразные подходы к созданию микропроцессоров и микро-ЭВМ нового поколения, что нашло отражение в первых отечественных монографиях, стандартах и учебных пособиях.
В 1983 году Вадиму Анатольевичу Шахнову была присуждена премия Совета Министров СССР в области науки и техники.
В 1985 году — Государственная премия СССР в области науки и техники за разработку и внедрение специальной техники на базе микропроцессоров.
С 1970 года Вадим Анатольевич Шахнов занимался преподавательской работой, работая по совместительству доцентом на кафедре «Электронно-вычислительные машины» Московского института электронной техники.
В 1989 году за успешную работу по внедрению микропроцессоров в космическую аппаратуру Федерация космонавтики СССР наградила Вадима Анатольевича Шахнова медалью им. академика М. В. Келдыша.
В 1991 году В. А. Шахнов был приглашён в МГТУ им. Н. Э. Баумана, где возглавил кафедру «Проектирование и технология производства электронной аппаратуры» (ИУ4). В этом же году он защитил докторскую диссертацию на тему «Системное конструирование ЭВМ на больших интегральных схемах».
В области создания новых видов электронной аппаратуры и методов их проектирования под руководством Шахнова В. А. разработана ресурсосберегающая методология проектирования несущих конструкций электронной аппаратуры, работающей в условиях квазистатического и динамического нагружения. На кафедре проведены исследования и разработка активных методов управления волновыми полями. Вадим Анатольевич всегда уделял огромное внимание подготовке молодых научных кадров, постановке научно-исследовательской работы по прорывным, новым направлениям науки и техники. В 1995 году четверо молодых исследователей кафедры (В. А. Соловьёв, П. В. Горюнов, А. И. Ельников, И. В. Кормушин) стали лауреатами Государственной премии РФ в области науки и техники для молодых учёных за разработку ресурсосберегающей методологии проектирования несущих конструкций электронной аппаратуры. В 2000 году за работку теории и создание экспериментальной установки активного противодействия акустическим шумам, сотрудник кафедры, А. И. Власов был удостоен звания лауреата Государственной премии РФ в области науки и техники для молодых учёных.
В 1996 году Вадиму Анатольевичу за новаторскую деятельность в области образования и подготовки научных кадров Международным обществом инженерной педагогики присвоено почётное звание «Европейский инженер-педагог».
За вклад в развитие электронной техники в 1999 г. Шахнову В. А. был вручён Памятный знак «90 лет со дня рождения Александра Ивановича Шокина» Российским Агентством по системам управления.
Дальнейшее развитие исследований было сконцентрировано на создании новых видов высокоточной электромагнитной измерительной аппаратуры, за разработку которой Шахнову В. А. в 2001 году присвоено звание Лауреата премии Правительства РФ в области науки и техники.
Общие принципы разработки конструкции и технологии производства современных видов электронной аппаратуры легли в основу изданного в 2002 г. и переизданного в 2005 г. базового учебника для вузов «Конструкторско-технологическое проектирование электронной аппаратуры». В 2009 г. Шахнов В. А. принял активное участие в создании научно-практического и методического инновационного комплекса персонифицированной профессиональной подготовки высококвалифицированных специалистов в области информационно-телекоммуникационных технологий для образовательных учреждений высшего профессионального образования, за разработку которого коллективу учёных МГТУ им. Н. Э. Баумана присуждена премия Правительства РФ в области образования 2009 года.
Возглавляемая Шахновым В. А. научная школа «Конструкторско-технологическая информатика в радиоэлектронике» отмечена грантами Президента РФ в 2006, 2008, 2010, 2012 и 2014 годах.
В 2004 г. на кафедре организована первая в университете лаборатория по изучению нанотехнологий. Разработан учебно-методический комплекс подготовки специалистов «Библиотека Наноинженерии» в 17 томах. Вадим Анатольевич стоял у истоков издания периодического журнала «Наноинженерия», проведения ежегодной школы-семинара «Наноинженерия». В 2009 году при кафедре создан Научно-образовательный центр «Нанотехнологические системы и наноэлектроника», результаты разработки которого в области МЭМС сенсоров нашли широкое применение в специальной и космической технике.
Полученные Шахновым В. А. и сотрудниками кафедры результаты исследований неоднократно докладывались на Российских и международных конференциях и симпозиумах. При непосредственном участии Вадима Анатольевича ежегодно, начиная с 2000 года, проводится международная молодёжная научно-техническая конференции «Наукоёмкие технологии и интеллектуальные системы».
На базе этих результатов под научным руководством Шахнова В. А. подготовлены и защищены 16 кандидатских и 2 докторских диссертаций сотрудниками кафедры, докторантами и аспирантами. Шахнов В. А. является автором более 250 научных и учебно-методических работ (в том числе 16 учебников, учебных пособий и 7 монографий) и 12 изобретений.
Вадим Анатольевич Шахнов является членом редакционных коллегий шести научно-технических журналов и трёх диссертационных советов.
Его заслуги были отмечены рядом государственных наград, в том числе и медалью ордена «За заслуги перед Отечеством» II степени (2005 год) и медалями «Ветеран труда» (1987), «В память 800-летия Москвы» (1997). В 2001 году ему было присвоено почётное звание «Заслуженный деятель науки Российской Федерации». 29 мая 2008 года Вадим Анатольевич Шахнов был избран избран членом-корреспондентом РАН. С 2010 года он является учёным секретарём Российского фонда фундаментальных исследований.
В октябре 2012 года награждён медалью ЮНЕСКО «За вклад в развитие нанонауки и нанотехнологий». Награждение происходило в торжественной, праздничной обстановке в штаб-квартире ЮНЕСКО в Париже. Медаль вручала генеральный директор ЮНЕСКО Ирина Бокова. Были представители посольств России, Германии и США.
14 мая 2016 года за заслуги в развитии науки, образования, подготовке квалифицированных специалистов и многолетнюю плодотворную работу Вадим Анатольевич награждён орденом Дружбы .
5 февраля 2024 года награждён благодарностью Президента Российской Федерации за заслуги в развитии отечественной науки, многолетнюю плодотворную деятельность и в связи с 300-летием со дня основания Российской академии наук.

## Основные публикации
- Преснухин Л. Н., Шахнов В. А. Конструирование электронных вычислительных машин и систем. Учебник для втузов. — М.: Высшая школа, 1986. — 512 с. — 25 000 экз.
- Конструкторско-технологическое проектирование электронной аппаратуры: Учебник для вузов / К. И. Билибин, А. И. Власов, Л. В. Журавлёва и др; Под общ. ред. В. А. Шахнова. — 2-е изд., перераб. и доп. — М.: Изд-во МГТУ им. Н.Э.Баумана, 2005. — 563, [1] с. — (Информатика в техническом университете). — 2000 экз. — ISBN 5-7038-2716-7.
- Проектирование источников электропитания электронной аппаратуры / Березин О. К., Костиков В. Г., Парфёнов Е. М. и др.; Под общ. ред. В. А. Шахнова. — 4-е изд., перераб. и доп. — М.: Кнорус, 2010. — 536 с. — 2000 экз. — ISBN 978-5-406-00230-8.
- Агеева Т. И., Власов А. И., Шахнов В. А. и др. Информационные технологии в инженерном образовании — Москва, Изд-во МГТУ им. Н. Э. Баумана. 2007. 432 с.
- Шахнов В. А., Власов А. И., Поляков Ю. А., Кузнецов А. С. Нейрокомпьютеры: архитектура и схемотехника — Москва, Изд-во Машиностроение. 2000. №.9. Приложение к журналу «Информационные технологии». 64 с.
- Список публикаций автора в Российском индексе национального цитирования (РИНЦ)